# Amazing Gift Vol.3
"Amazing Gift Vol.3"는 2014년 11월 20일에 발매된 랍티미스트의 세 번째 비트테이프이다.

## 수록곡
1. L is Back
2. 의심병 (Inst.)
3. 음악가
4. 사돈
5. 퇴학
6. 지나가던 길에 (Inst.)
7. 연어 (Inst.)
8. 슬기로운 생활
9. 나를 불러본다 (Inst.)
10. 다른 사람 (Inst.)
11. 이미 (Inst.)
12. 라일락 (Inst.)
13. 다이어트
14. 자유로 (Inst.)
15. 오토노미
16. 감자
17. 벼락

## 특이 사항
- 본 앨범의 5번 트랙 '퇴학'의 비트가 《Amazing Gift Vol.1》 비트테이프에 수록된 '1985'의 비트와 동일하다.